# Pavillon Vendôme (Clichy)
Pour les articles homonymes, voir Pavillon Vendôme.
Le Pavillon de Vendôme est une ancienne demeure d'agrément datant du XVIIe siècle située à Clichy dans le département des Hauts-de-Seine, au numéro 7 de la rue du Landy. Il est classé monument historique depuis le 27 juin 1983.

## Histoire

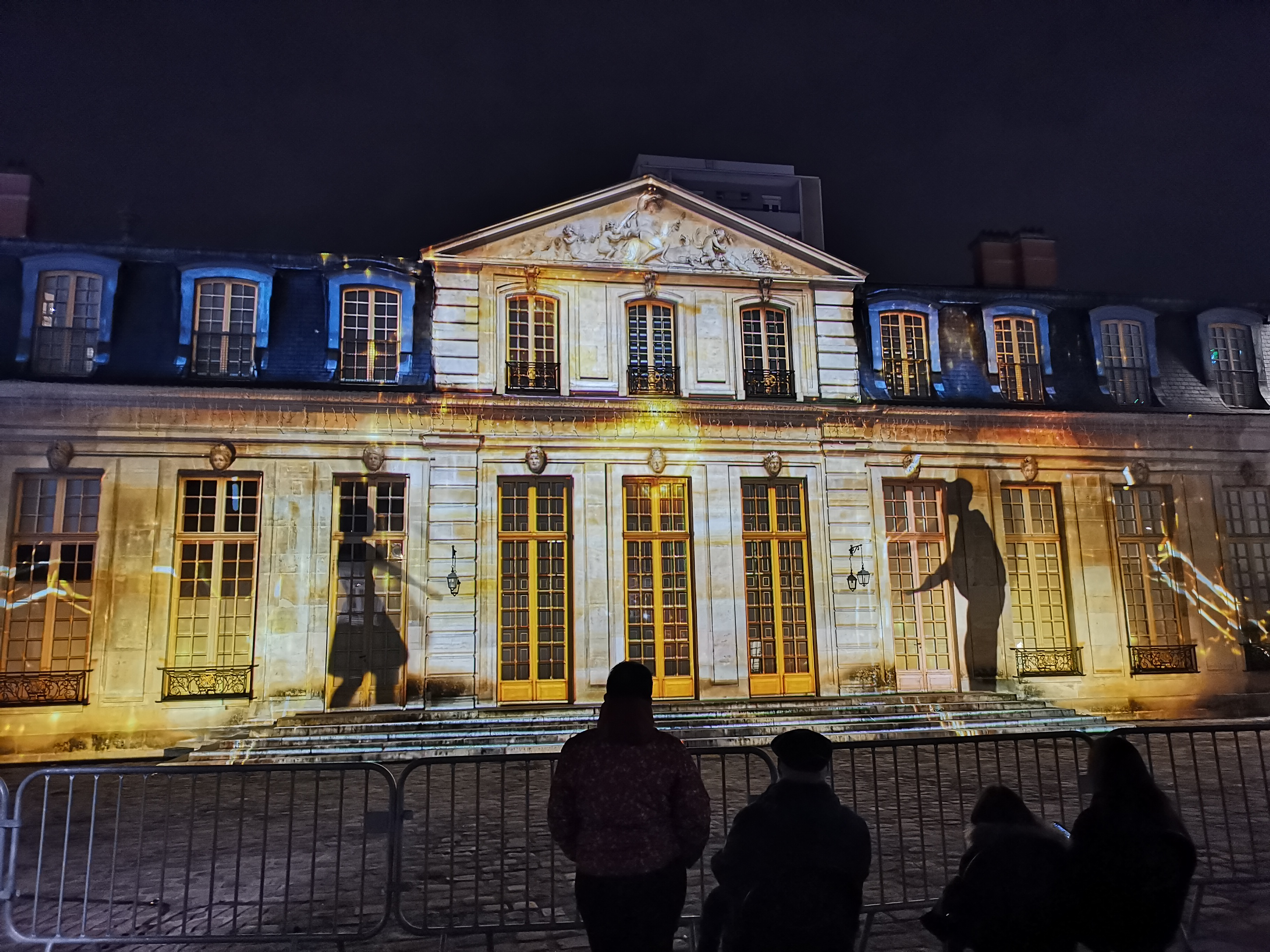
Pavillon Vendôme, Clichy 92110 par Lauric Duvigneau

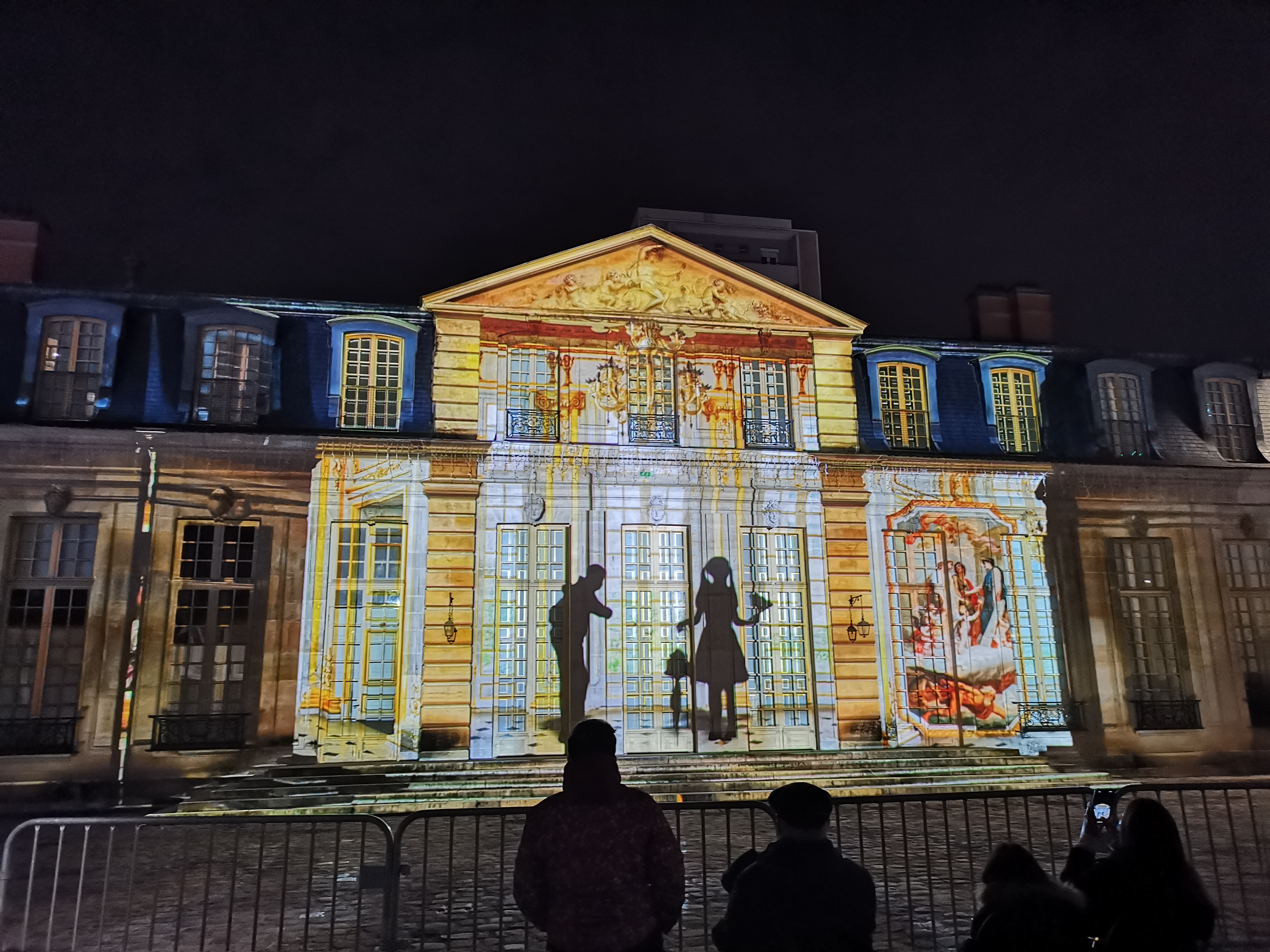
Intérieur Pavillon Vendôme

Pavillon Vendôme, classé monument historique

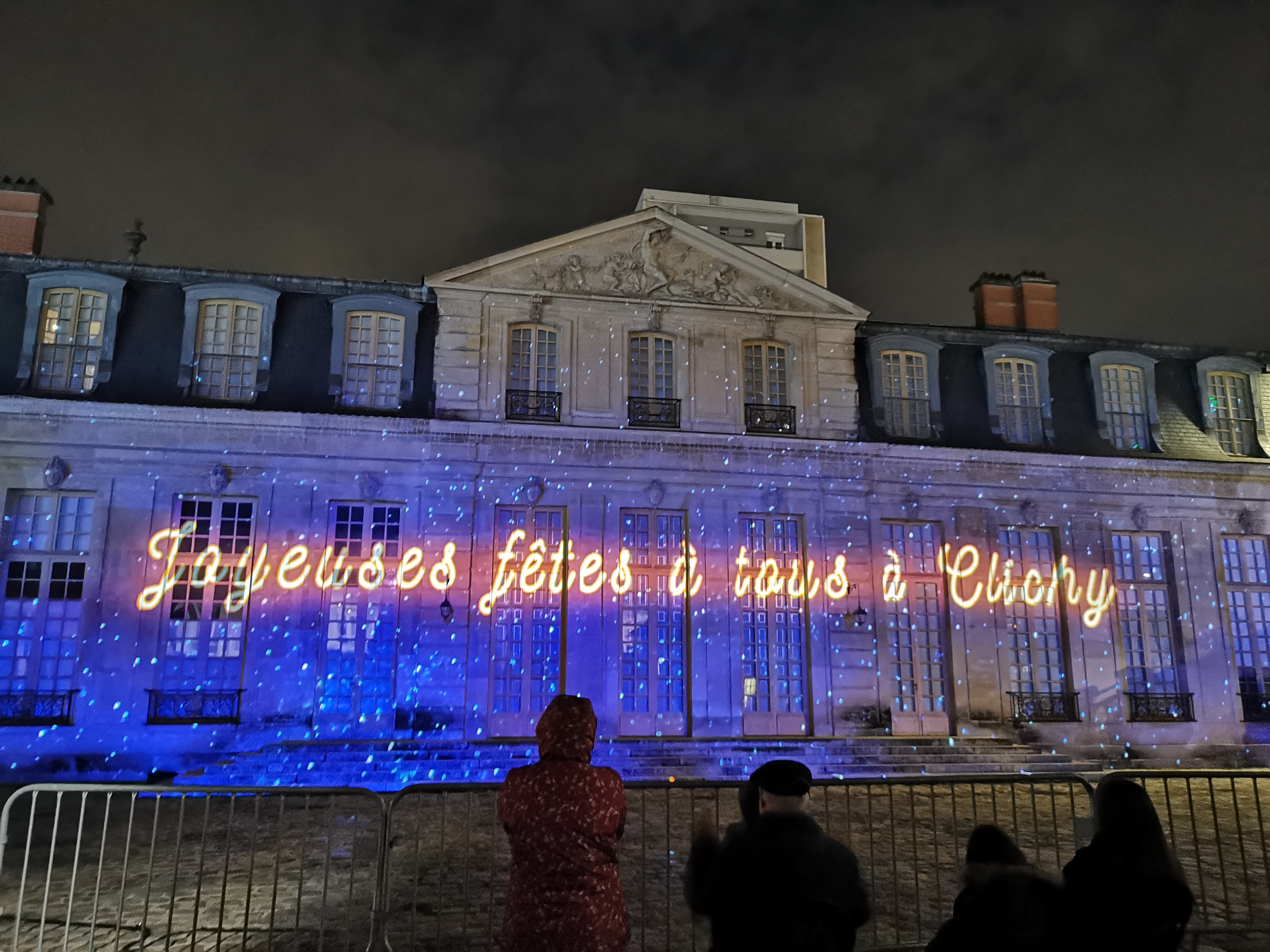
Photo Lauric Duvigneau, 10/12/2021

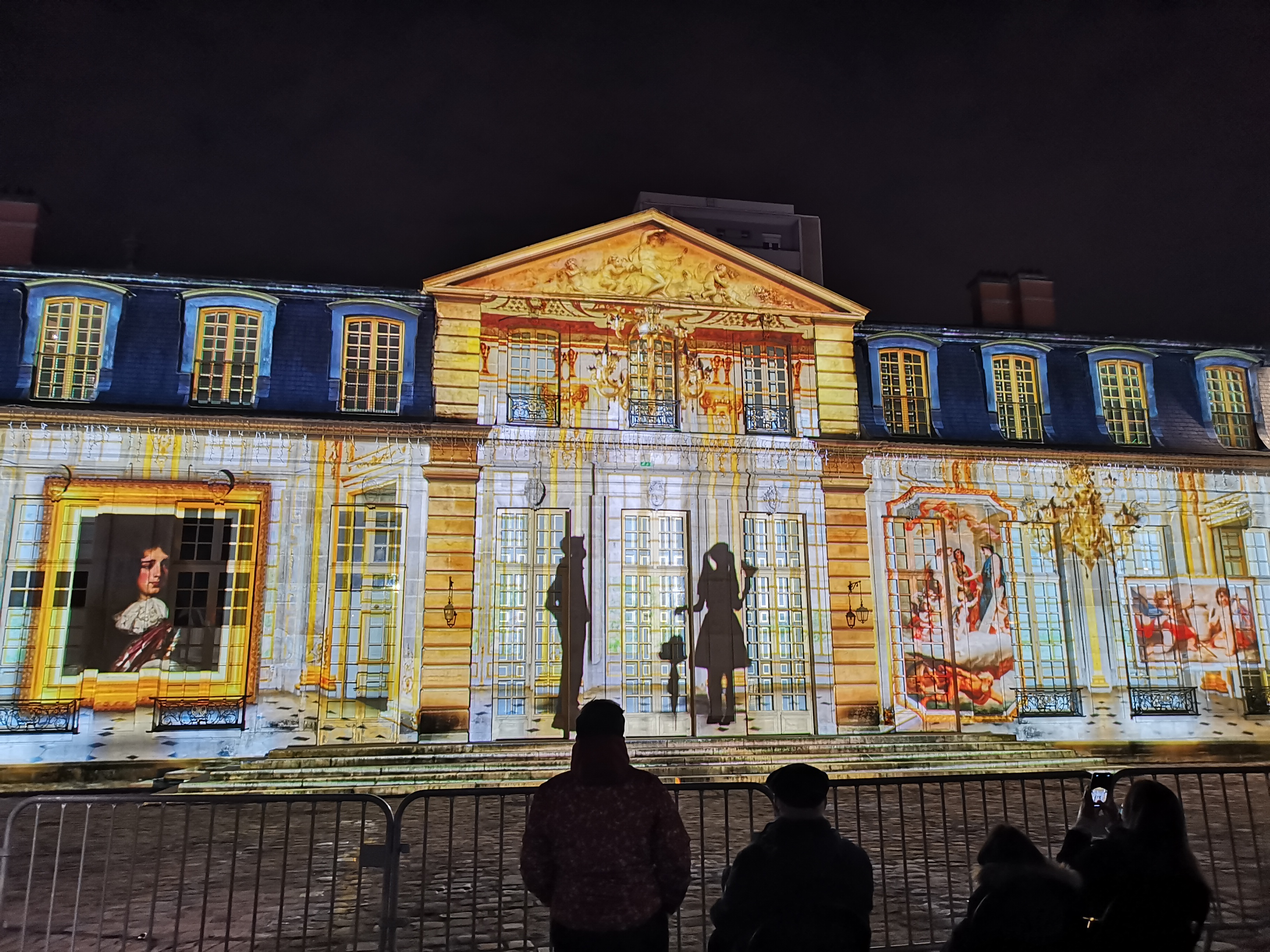
Y habitat, Françoise Moreau, la maîtresse de Philippe de Vendôme, grand prieur de France et arrière-petit-fils d'Henri IV.

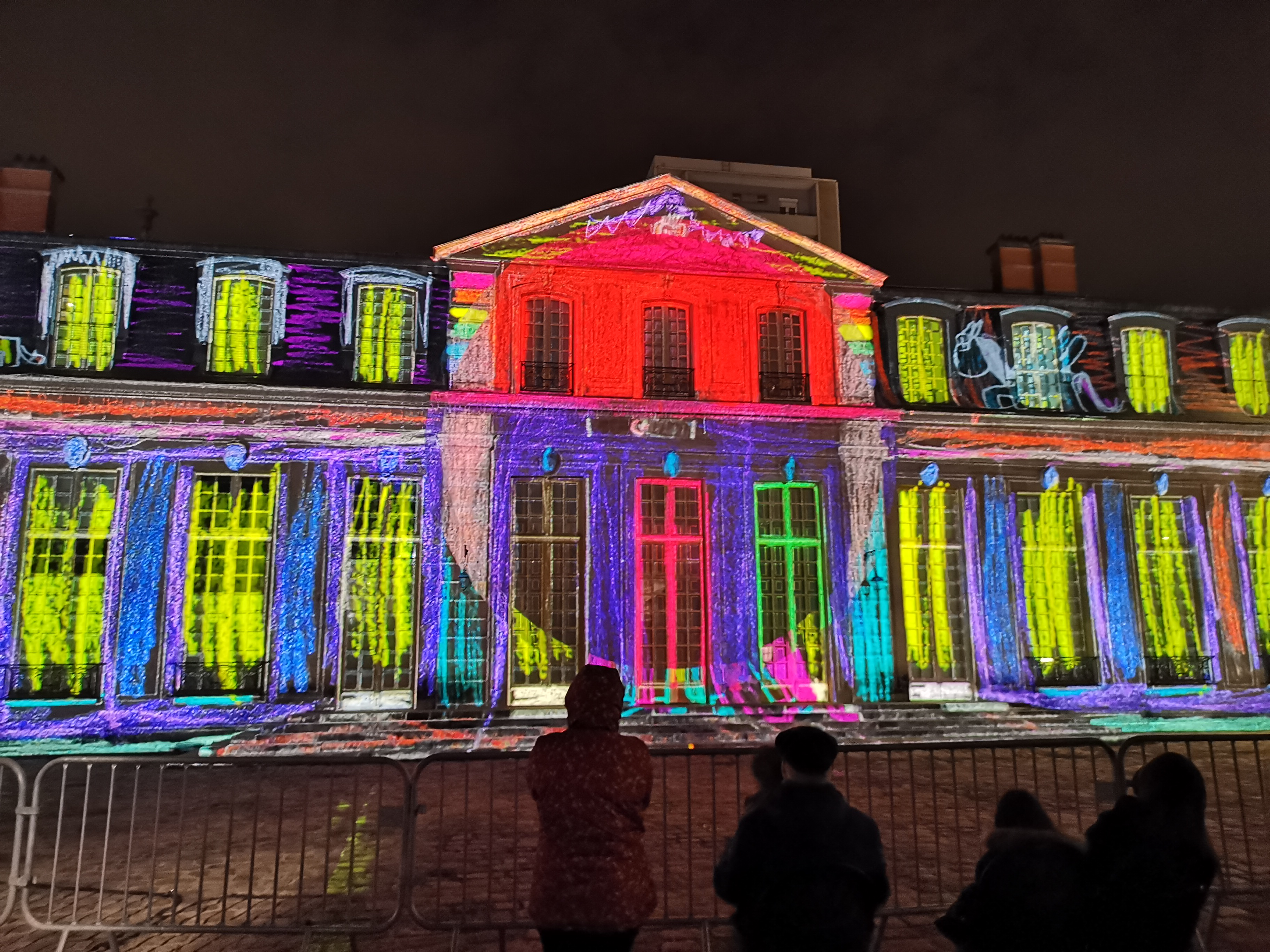
Photo Lauric Duvigneau, 10/12/2021

Les origines du Pavillon de Vendôme sont assez mal connues. Ayant appartenu de 1670 à 1693 à un banquier parisien, Jean Delaunay, la fille de celui-ci en hérita puis le vendit en 1697 à la chanteuse de l'Académie royale de musique Françoise Moreau, maîtresse de Philippe de Vendôme, grand prieur de France et arrière-petit-fils d'Henri IV. Philippe de Vendôme fit effectuer sur le pavillon de nombreux travaux d'embellissements, probablement sous la direction de l'architecte Jules Hardouin-Mansart. Ce dernier fit travailler peintres et sculpteurs renommés à partir de 1699 : Jean-Baptiste Poultier en sculpta les frontons et les mascarons, le peintre Claude III Audran peignit le plafond du salon et réalisa la dorure de certains décors. Certaines salles, luxueusement meublées étaient décorées de plusieurs œuvres des peintres Desportes et Blin de Fontenay.
Le pavillon fut vendu en 1720 à Louis Armand de Bourbon, prince de Conti qui  y effectua de luxueux travaux. Lors d'aménagement urbains réalisés à partir de 1861, la galerie prolongeant le bâtiment fut détruite. Le pavillon devint au XXe siècle un local d'œuvres sociales appelé « patronage du Landy ».
Le salon et les peintures du pavillon furent inscrits à l'inventaire supplémentaires des Monuments historiques en 1943 avant que tout le pavillon ne soit classé au titre des monuments historiques le 27 juin 1983 à la suite de la découverte de nombreux documents inédits par l'historien Rodolphe Trouilleux. 

Le Pavillon, intégralement restauré, abrite aujourd'hui un centre d'art contemporain. Une pièce présente dans des vitrines quelques objets rappelant le passé industriel de la ville.

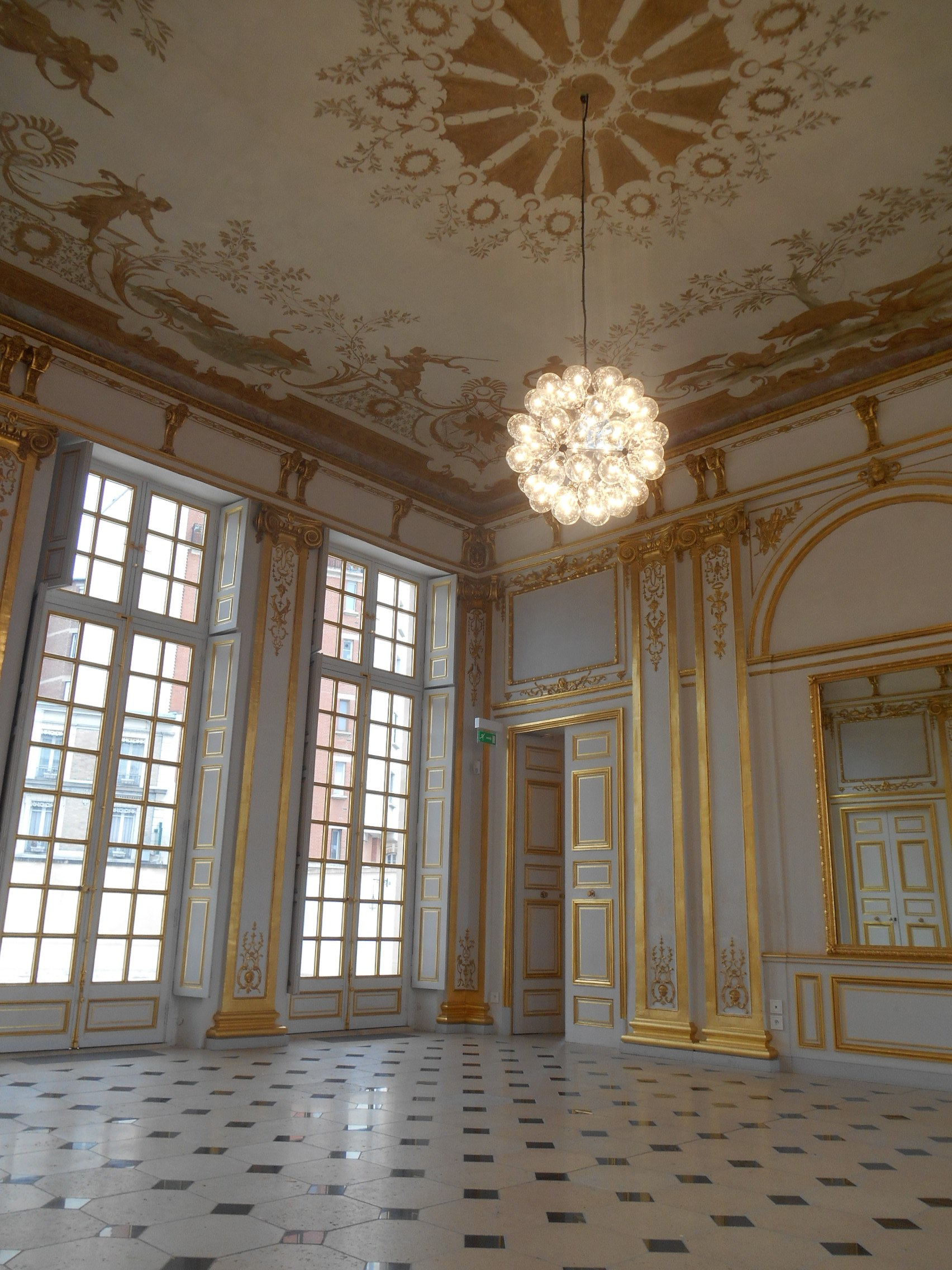
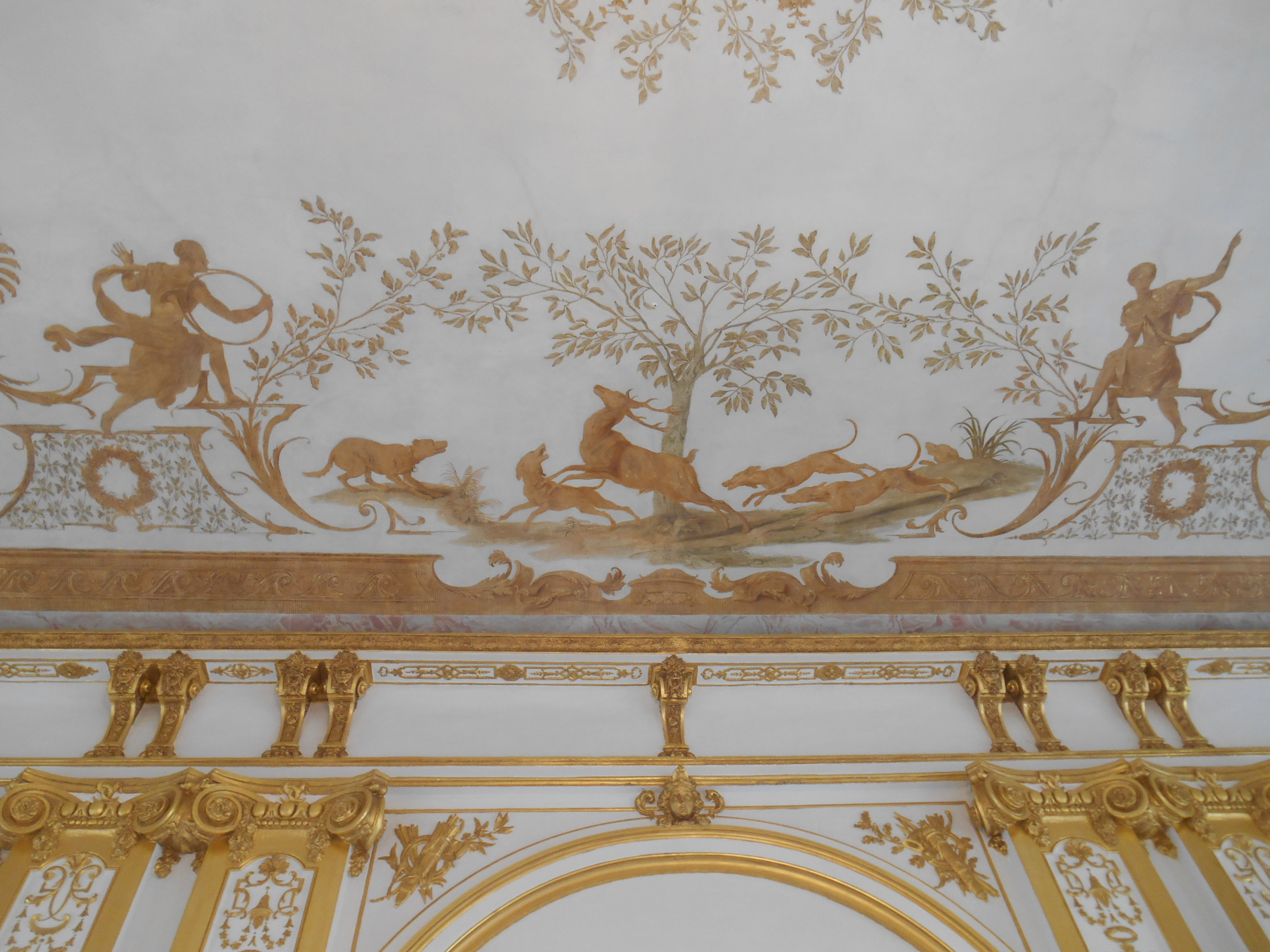
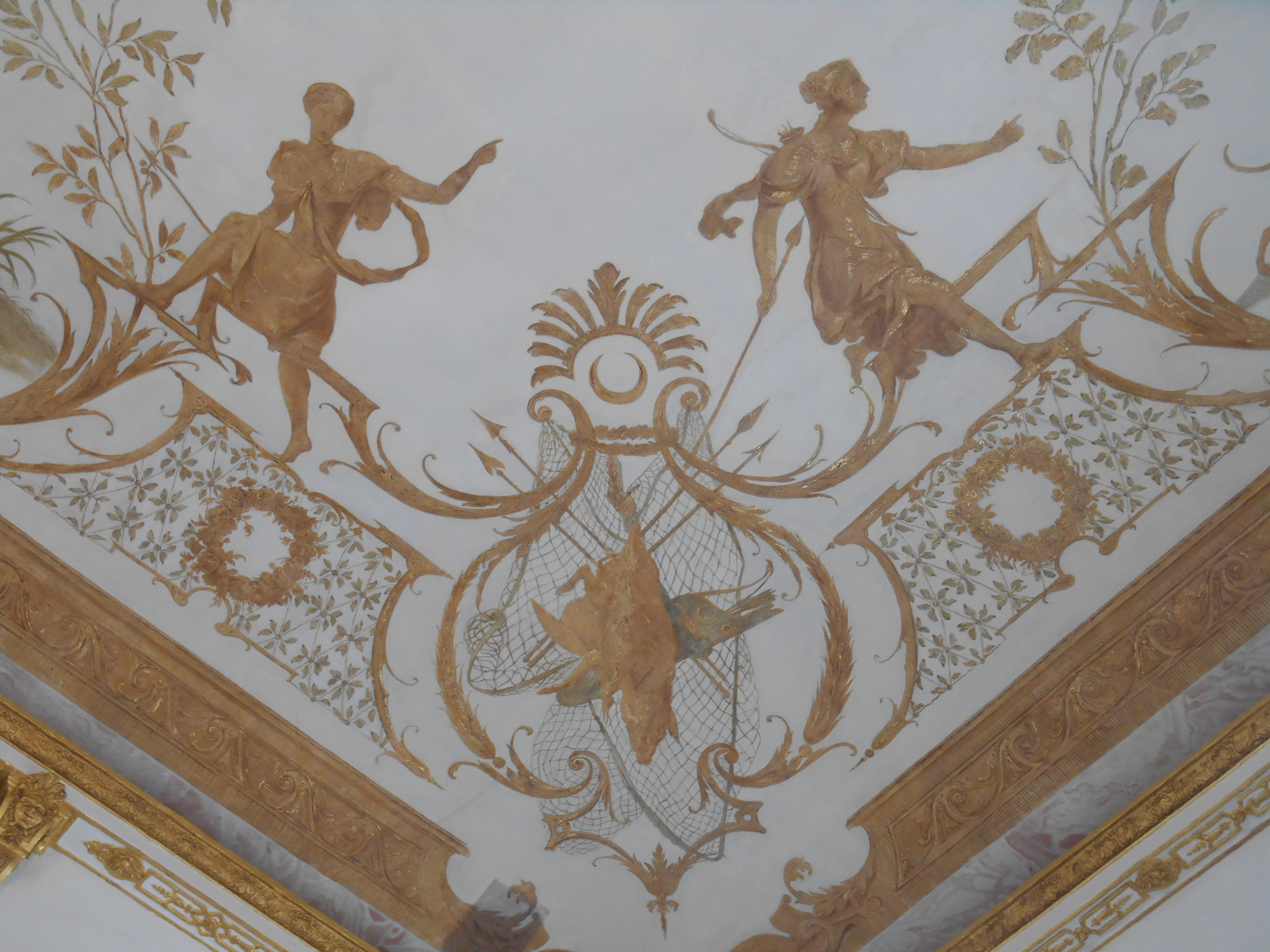
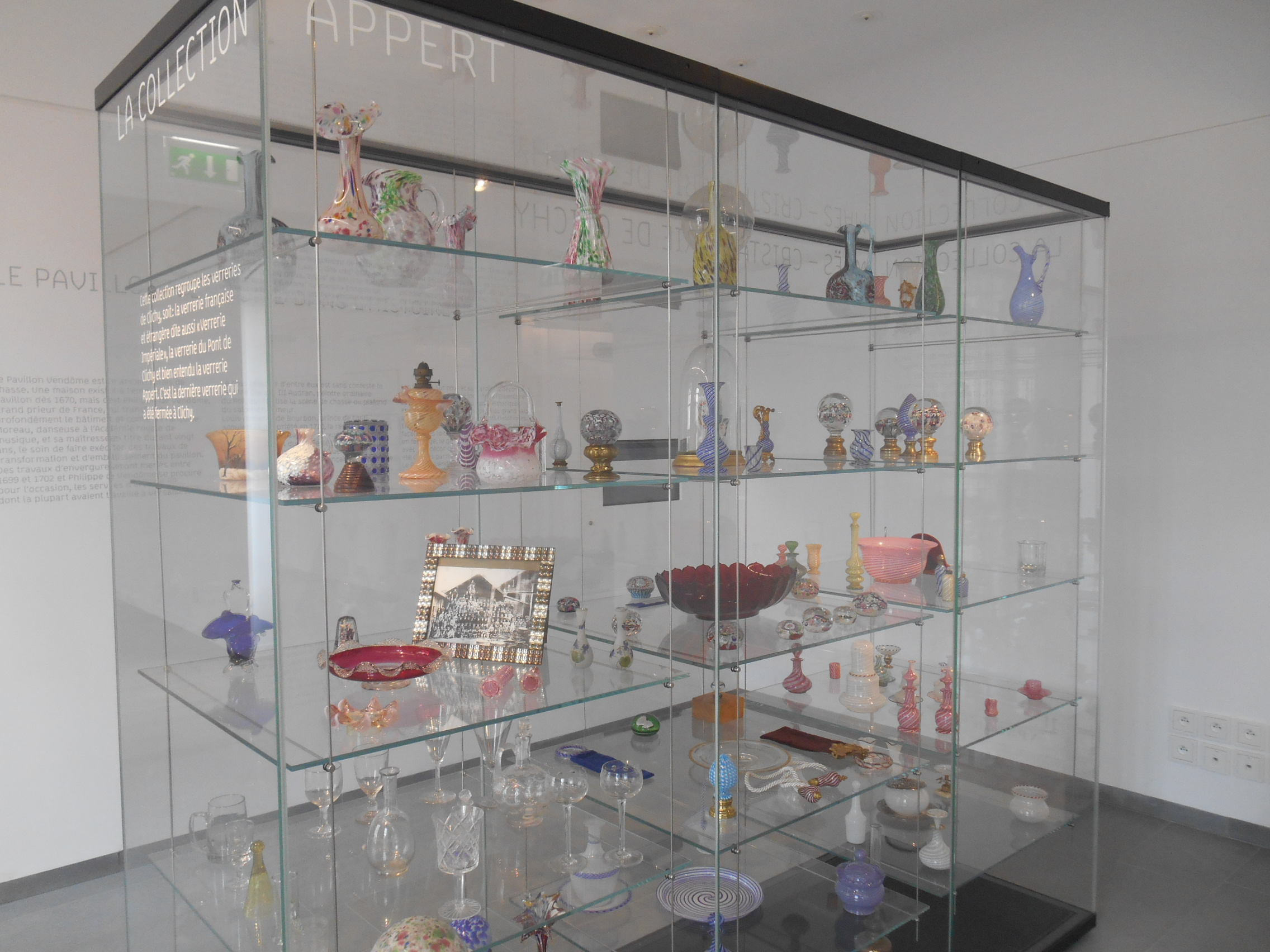
collections patrimoniales (cristallerie)
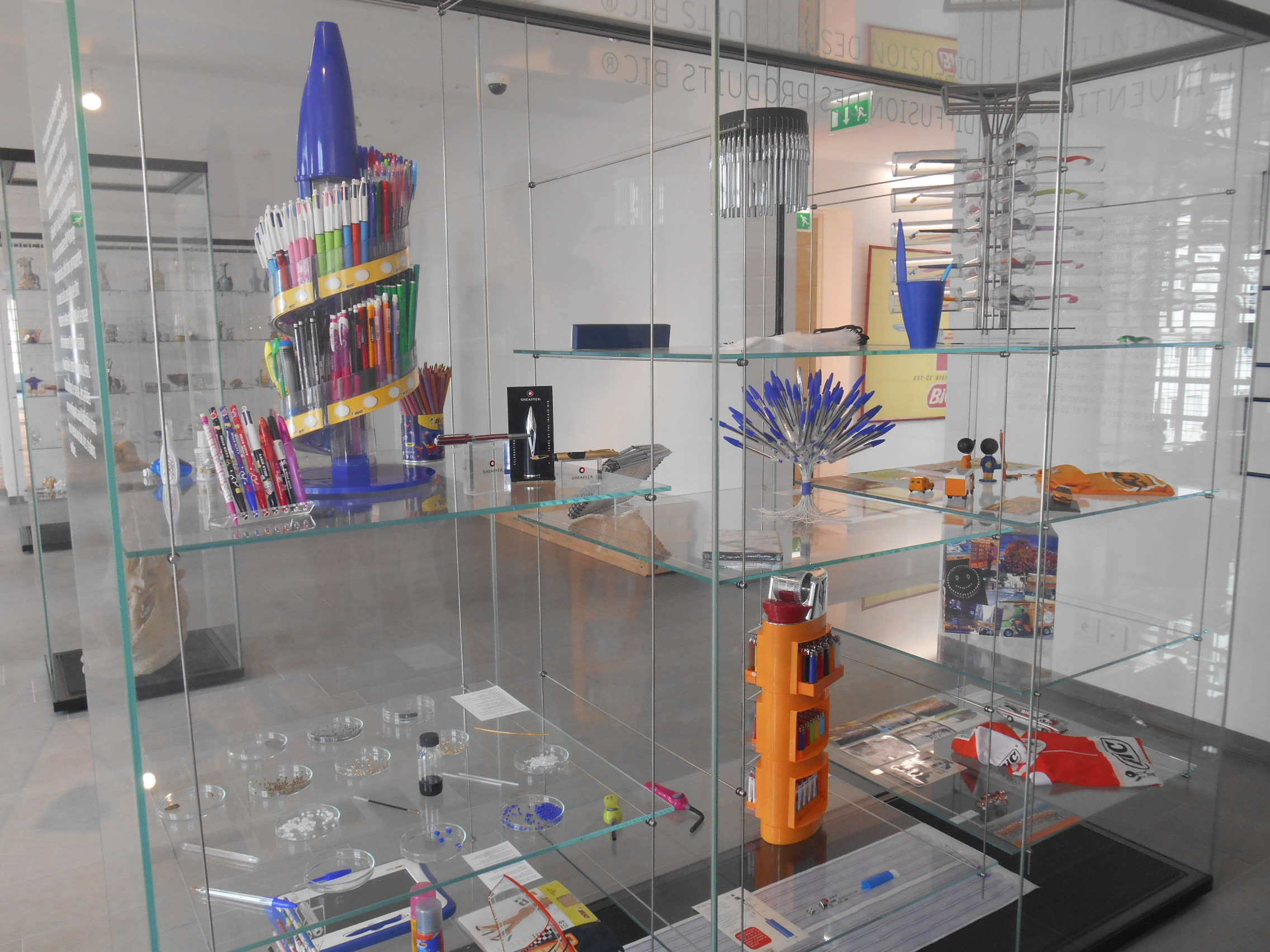
collections patrimoniales (stylo Bic)

## Pour approfondir